# Lis Hartmann
Lis Hartmann (* 12. September 1930 in Kopenhagen; † 30. Dezember 2022) war eine dänische Schauspielerin.

## Leben
Lis Hartmann wuchs in Kopenhagen auf. Sie besuchte die Staatliche Theaterschule in Kopenhagen, wo sie ihre Schauspielausbildung absolviert hatte. Im Jahr 1962 hatte sie als Darstellerin ihr Bühnendebüt am Aalborg-Theater. Im Laufe ihrer Karriere stand sie an zahlreichen Theatern in Dänemark auf der Bühne, so auch am Königlichen Theater Kopenhagen, am Folketeatret, am Aarhus Teater, am Odense Teater, am Betty Nansen-Theater, am Regionaltheater in Kolding und am Svendborg-Sommertheater.
Lis Hartmann war mit dem Schauspieler Ole Tage Hartmann verheiratet. Die Ehe blieb kinderlos. Sie starb am 30. Dezember 2022 im Alter von 92 Jahren.